# Robert Evenson
Robert Eugene Evenson (* 25. Juli 1934; † 2. Februar 2013) war ein US-amerikanischer Agrarökonom. Er war Professor emeritus an der Yale University.

## Leben
Evenson studierte nach dem Bachelor (1961) Agrarökonomie (M.Sc., 1964) an der University of Minnesota und promovierte 1968 in Ökonomie an der University of Chicago. Seit 1969 ist er Professor in Yale.

## Arbeit
Evensons Forschungsinteressen sind landwirtschaftliche Haushalte in Entwicklungsländern, Ökonomik von Erfindungen, und technologischer Fortschritt.